# Asamblea Nacional Popular (Cabo Verde)
La Asamblea Nacional Popular (en portugués: Assembleia Nacional Popular) fue el órgano legislativo de Cabo Verde desde la independencia del país, en 1975, hasta la introducción del multipartidismo en 1991 y la reforma constitucional el 22 de septiembre de 1992, que la reemplazó con la Asamblea Nacional.

## Historia
La primera elección legislativa del país se llevó a cabo en junio de 1975. El cuerpo se conoce como Asamblea Nacional Popular y sus miembros debían ser del Partido Africano para la Independencia de Guinea y Cabo Verde, único partido político legal del país. Cuando el país obtuvo finalmente la independencia, el Secretario General del partido, Aristides Pereira, se convirtió en presidente. Pedro Pires fue primer ministro, y Abilio Duarte presidente de la Asamblea.
Las nuevas elecciones unipartidistas se llevaron a cabo de nuevo el 7 de diciembre de 1980 y Pereira reelegido sin oposición por la Asamblea el 12 de febrero de 1981, siendo esta vez 63 asambleístas. El 7 de diciembre de 1985 se celebraron nuevas elecciones, esta vez con 83 escaños, y varios candidatos independientes participaron en la misma, como miembros del PAICV.
En 1990 se introdujo el multipartidismo, y se redujo el número de escaños de la Asamblea Nacional Popular a 79. La victoria del Movimiento para la Democracia en estas elecciones trajo consigo una reforma constitucional que cambiaba la Asamblea Nacional Popular por la "Asamblea Nacional" con 72 escaños. La nueva constitución entró oficialmente en vigor el 22 de septiembre de 1992.